# 브라티슬라바
브라티슬라바(슬로바키아어: Bratislava, 1919년까지는 프레슈포로크(Prešporok), 독일어: Pressburg 프레스부르크[*], 헝가리어: Pozsony 포조니[*], 문화어: 브라찌슬라바)는 슬로바키아의 수도이다. 다뉴브강을 끼고 있으며 인구는 약 43만 명이다.
슬로바키아 남서부에 위치한 도시로서 슬로바키아 대통령 관저, 의회, 정부 부처, 대법원, 중앙은행이 이 곳에 위치한다. 브라티슬라바주의 주도이며 오스트리아, 헝가리와 국경을 접하고 있기 때문에 세계 여러 나라의 수도 중에서 유일하게 2개의 주권 국가와 국경을 접하는 수도이기도 하다.

## 어원
브라티슬라바라는 이름은 중세 시대에 존재했던 마을인 브레잘라우스푸르츠(Brezalauspurc)에서 유래된 이름인데 이는 중세 슬로바키아어로 "브라슬라프(Braslav)의 요새"를 뜻한다. 브레잘라우스푸르츠의 실제 위치에 대해서는 학자들 사이에서 여러 가지 가설이 제기되고 있다.
19세기 슬로바키아의 역사가인 파벨 요제프 샤파리크(Pavel Jozef Šafárik)가 중세 시대 문헌을 해독하는 과정에서 브라슬라프(Braslav)를 브라티슬라프(Bratislav)라고 오역하면서 지금과 같은 이름이 등장했다.

## 역사
신석기 시대부터 마을이 형성되었으며 기원전 400년에는 켈트족이 정착했다. 1세기에는 로마 제국의 지배를 받으면서 요새가 건립되었다. 5세기부터 6세기 사이에는 슬라브족의 이주가 진행되었다.
907년에는 헝가리의 요새가 건립되면서 "포조니"라는 이름의 마을이 등장했다. 11세기에는 오스트리아와 헝가리 간의 상업 중계지 역할을 수행했다. 13세기에는 독일인의 대규모 유입이 진행되었고 1291년에는 도시 지위를 부여받았다. 헝가리의 마차시 1세 국왕 시대에는 문화, 경제의 중심지가 되면서 대학교가 설치되었다.
1526년에 일어난 모하치 전투에서 헝가리를 격파한 오스만 제국은 브라티슬라바를 포위했지만 정복에는 실패하고 만다. 1536년부터 1783년까지 브라티슬라바는 헝가리 왕국의 수도 역할을 했다. 브라티슬라바에 위치한 성 마르틴 성당은 1536년부터 1830년 사이에 열린 헝가리의 국왕 11명의 대관식 장소로 사용되었다.
나폴레옹 전쟁이 진행 중이던 1805년에는 프레스부르크 조약이 체결되었지만 1809년 프랑스 군대에 점령되고 만다. 1811년에는 브라티슬라바성에서 화재가 발생하면서 브라티슬라바는 황폐화되고 만다. 브라티슬라바는 18세기부터 19세기 사이에 슬로바키아 민족주의의 중심지로 성장했다.
1918년 제1차 세계 대전의 종전과 함께 오스트리아-헝가리 제국이 해체되면서 체코슬로바키아의 지배를 받게 된다. 1939년에는 나치 독일의 괴뢰 정권인 슬로바키아 공화국의 수도가 되었지만 제2차 세계 대전이 진행 중이던 1945년에 일어난 소련의 슬로바키아 침공으로 인해 체코슬로바키아에 다시 편입되었다.
1969년 체코슬로바키아 사회주의 공화국이 연방제 국가로 개편되는 과정에서 브라티슬라바는 슬로바키아 사회주의 공화국의 수도가 되었다. 1993년 1월 1일을 기해 체코슬로바키아의 해체에 따라 브라티슬라바는 슬로바키아의 수도가 되었다.

## 기후
| 브라티슬라바 (브라티슬라바 공항)의 기후               | 브라티슬라바 (브라티슬라바 공항)의 기후 | 브라티슬라바 (브라티슬라바 공항)의 기후 | 브라티슬라바 (브라티슬라바 공항)의 기후 | 브라티슬라바 (브라티슬라바 공항)의 기후 | 브라티슬라바 (브라티슬라바 공항)의 기후 | 브라티슬라바 (브라티슬라바 공항)의 기후 | 브라티슬라바 (브라티슬라바 공항)의 기후 | 브라티슬라바 (브라티슬라바 공항)의 기후 | 브라티슬라바 (브라티슬라바 공항)의 기후 | 브라티슬라바 (브라티슬라바 공항)의 기후 | 브라티슬라바 (브라티슬라바 공항)의 기후 | 브라티슬라바 (브라티슬라바 공항)의 기후 | 브라티슬라바 (브라티슬라바 공항)의 기후 |
| 월                                                    | 1월                                     | 2월                                     | 3월                                     | 4월                                     | 5월                                     | 6월                                     | 7월                                     | 8월                                     | 9월                                     | 10월                                    | 11월                                    | 12월                                    | 연간                                    |
| ----------------------------------------------------- | --------------------------------------- | --------------------------------------- | --------------------------------------- | --------------------------------------- | --------------------------------------- | --------------------------------------- | --------------------------------------- | --------------------------------------- | --------------------------------------- | --------------------------------------- | --------------------------------------- | --------------------------------------- | --------------------------------------- |
| 역대 최고 기온 °C (°F)                                | 19.8 (67.6)                             | 19.7 (67.5)                             | 25.0 (77.0)                             | 30.3 (86.5)                             | 33.4 (92.1)                             | 36.3 (97.3)                             | 38.2 (100.8)                            | 39.4 (102.9)                            | 34.0 (93.2)                             | 28.0 (82.4)                             | 21.6 (70.9)                             | 17.9 (64.2)                             | 39.4 (102.9)                            |
| 일평균 최고 기온 °C (°F)                              | 3.1 (37.6)                              | 5.8 (42.4)                              | 11.1 (52.0)                             | 17.5 (63.5)                             | 21.7 (71.1)                             | 25.6 (78.1)                             | 28.0 (82.4)                             | 27.9 (82.2)                             | 21.9 (71.4)                             | 15.6 (60.1)                             | 9.3 (48.7)                              | 3.7 (38.7)                              | 15.9 (60.6)                             |
| 일일 평균 기온 °C (°F)                                | 0.3 (32.5)                              | 1.9 (35.4)                              | 6.1 (43.0)                              | 11.7 (53.1)                             | 16.2 (61.2)                             | 20.2 (68.4)                             | 22.0 (71.6)                             | 21.5 (70.7)                             | 16.2 (61.2)                             | 10.7 (51.3)                             | 5.7 (42.3)                              | 1.1 (34.0)                              | 11.1 (52.0)                             |
| 일평균 최저 기온 °C (°F)                              | −2.8 (27.0)                             | −1.7 (28.9)                             | 1.7 (35.1)                              | 5.7 (42.3)                              | 10.6 (51.1)                             | 14.2 (57.6)                             | 16.2 (61.2)                             | 15.9 (60.6)                             | 11.2 (52.2)                             | 6.3 (43.3)                              | 2.6 (36.7)                              | −1.5 (29.3)                             | 6.5 (43.7)                              |
| 역대 최저 기온 °C (°F)                                | −24.6 (−12.3)                           | −24.6 (−12.3)                           | −16.4 (2.5)                             | −5.0 (23.0)                             | −1.6 (29.1)                             | 2.7 (36.9)                              | 4.4 (39.9)                              | 4.8 (40.6)                              | −1.7 (28.9)                             | −7.6 (18.3)                             | −12.5 (9.5)                             | −20.3 (−4.5)                            | −24.6 (−12.3)                           |
| 평균 강수량 mm (인치)                                 | 37.4 (1.47)                             | 32.9 (1.30)                             | 36.8 (1.45)                             | 35.9 (1.41)                             | 58.6 (2.31)                             | 59.2 (2.33)                             | 61.8 (2.43)                             | 60.5 (2.38)                             | 58.6 (2.31)                             | 43.6 (1.72)                             | 46.2 (1.82)                             | 42.7 (1.68)                             | 574.3 (22.61)                           |
| 평균 강수일수 (≥ 1.0 mm)                              | 13.2                                    | 11.4                                    | 11.7                                    | 9.2                                     | 11.3                                    | 10.9                                    | 11.5                                    | 10.0                                    | 9.6                                     | 11.2                                    | 12.5                                    | 13.6                                    | 136.1                                   |
| 평균 강설일수                                         | 11.2                                    | 8.7                                     | 5.8                                     | 1.3                                     | 0.0                                     | 0.0                                     | 0.0                                     | 0.0                                     | 0.0                                     | 0.2                                     | 4.1                                     | 8.6                                     | 39.8                                    |
| 평균 상대 습도 (%)                                    | 80.9                                    | 74.7                                    | 67.5                                    | 61.0                                    | 62.8                                    | 62.0                                    | 60.5                                    | 62.3                                    | 69.2                                    | 76.8                                    | 81.9                                    | 83.2                                    | 70.2                                    |
| 평균 월간 일조시간                                    | 65.5                                    | 99.3                                    | 153.7                                   | 218.6                                   | 258.1                                   | 269.4                                   | 286.5                                   | 273.3                                   | 194.5                                   | 134.6                                   | 69.5                                    | 51.9                                    | 2,074.9                                 |
| 출처 1: 세계기상기구 (평년값: 1991년~2020년)          |                                         |                                         |                                         |                                         |                                         |                                         |                                         |                                         |                                         |                                         |                                         |                                         |                                         |
| 출처 2: 슬로바키아 수문기상연구소 (극값: 1951년~현재) |                                         |                                         |                                         |                                         |                                         |                                         |                                         |                                         |                                         |                                         |                                         |                                         |                                         |

## 주민
슬로바키아인이 391,761명, 헝가리인이 16,451명, 집시가 417명, 체코인이 7,972명, 모라비아인이 635명, 루신인이 461명, 우크라이나인이 452명, 독일인이 1,200명, 폴란드인이 339명, 크로아티아인이 614명, 기타 순이다.

## 자매 도시
- 체코 프라하
- 러시아 사라토프
- 우크라이나 키이우
- 핀란드 투르쿠
- 미국 클리블랜드
- 네덜란드 로테르담
- 아르메니아 예레반
- 불가리아 루세
- 키프로스 라르나카
- 이집트 알렉산드리아
- 튀르키예 이스탄불
- 독일 브레멘
- 그리스 테살로니키
- 헝가리 세케슈페헤르바르
- 베트남 호찌민 시
- 오스트리아 빈
- 독일 카를스루에
- 독일 레겐스부르크
- 체코 오스트라바
- 벨기에 나무르
- 이스라엘 예루살렘
- 아일랜드 더블린
- 스웨덴 스톡홀름
- 네덜란드 헤이그
- 체코 브르노
- 영국 레스터
- 크로아티아 자그레브
- 프랑스 스트라스부르

## 사진

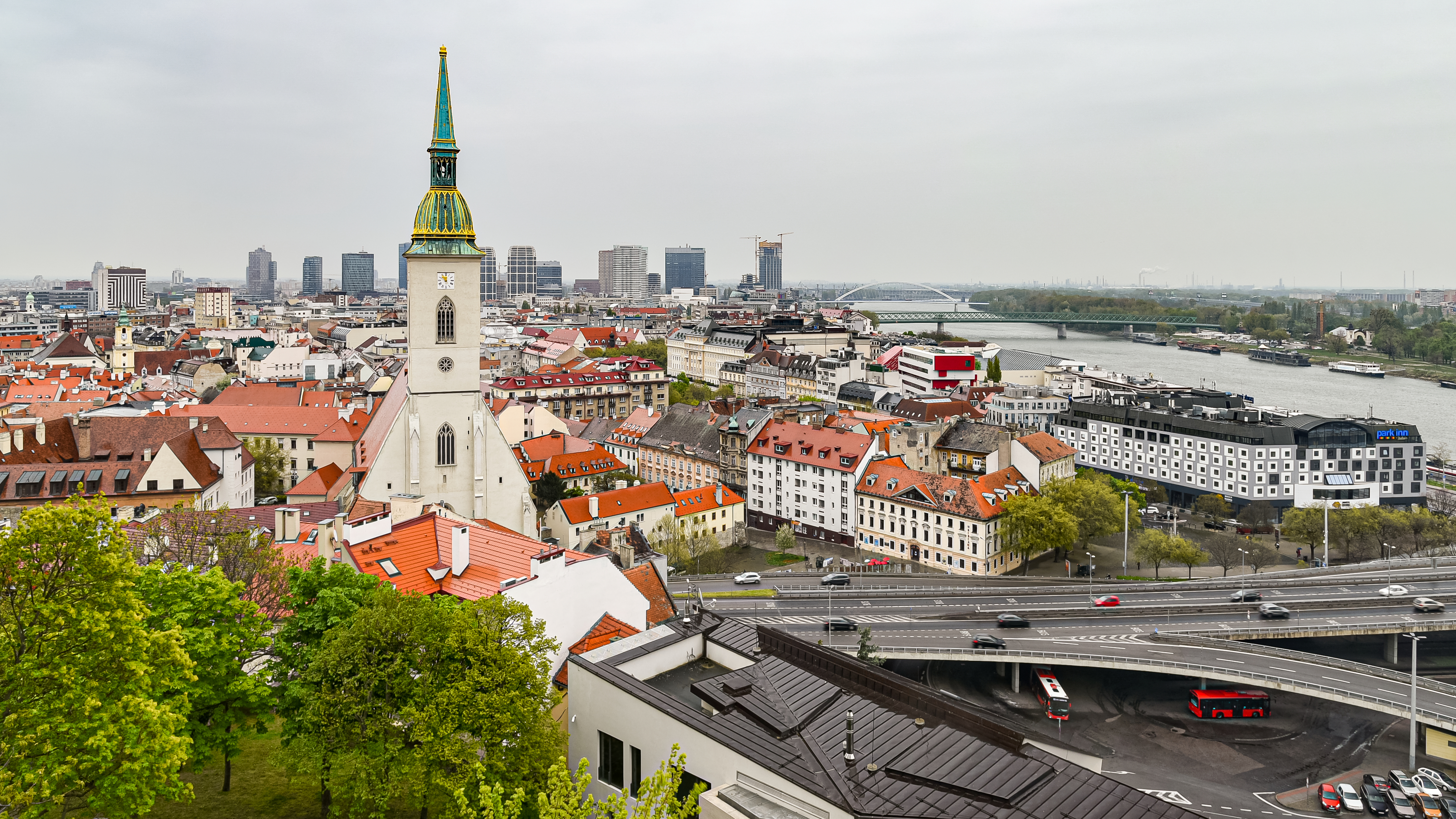
브라티슬라바
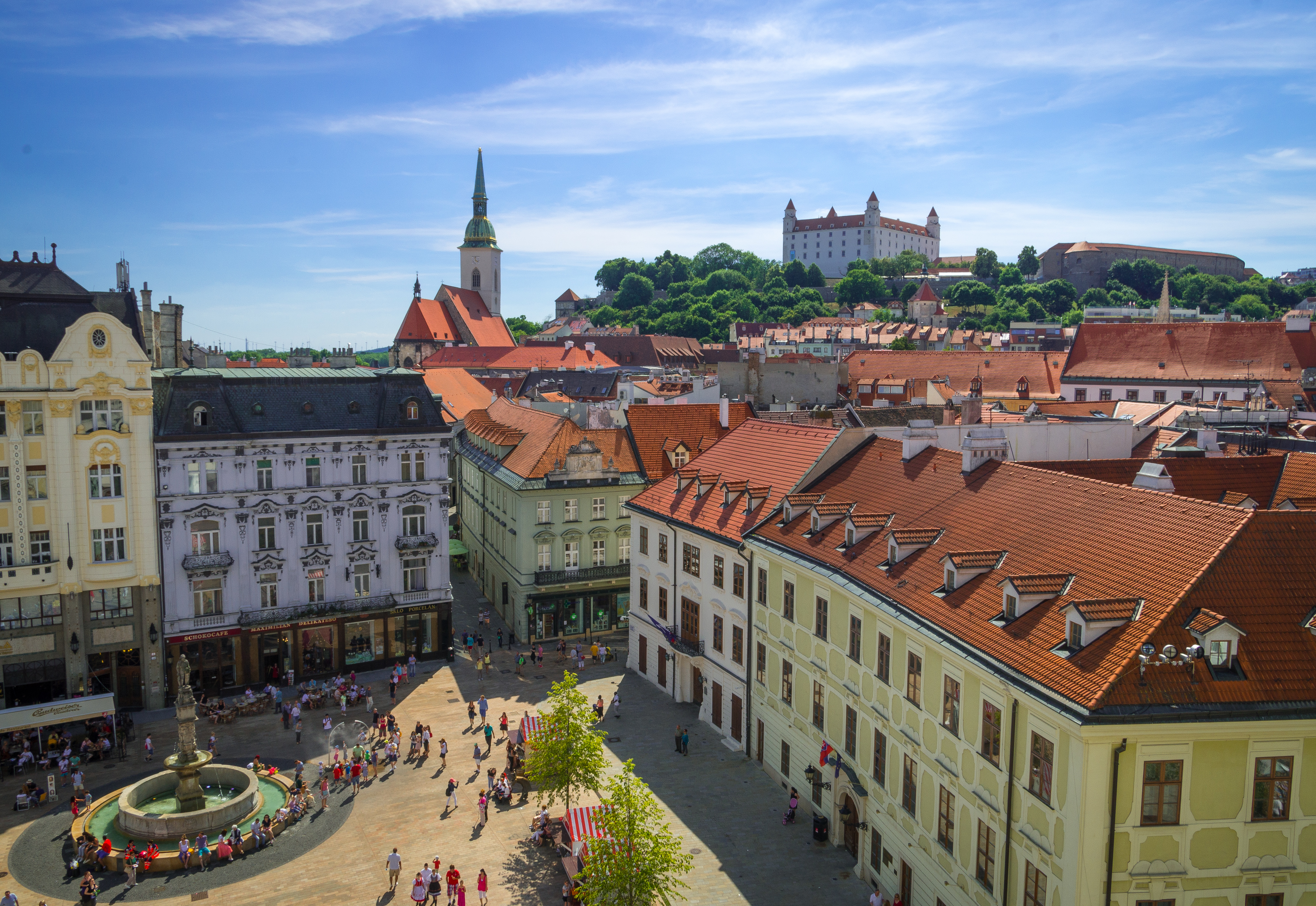
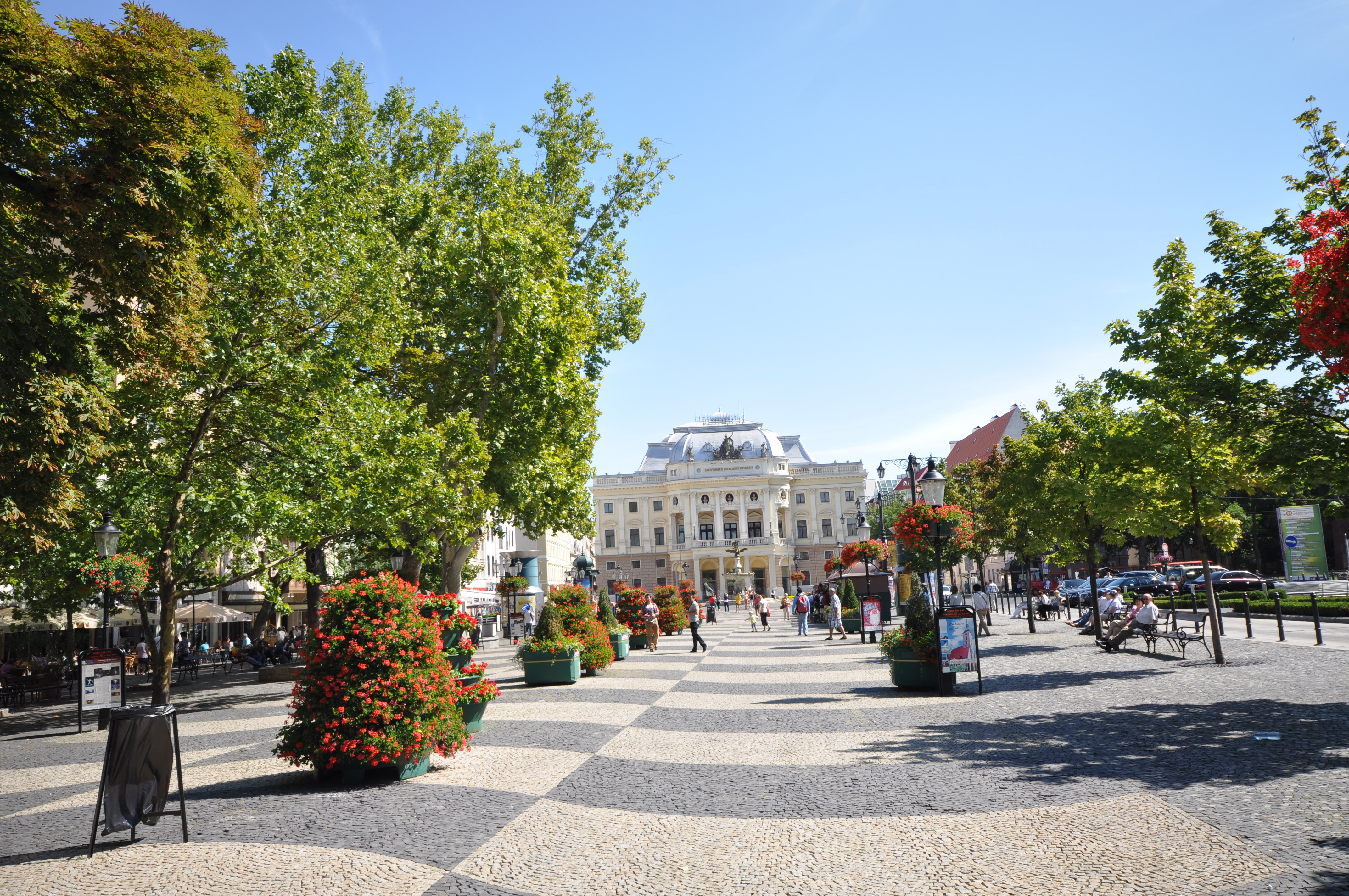
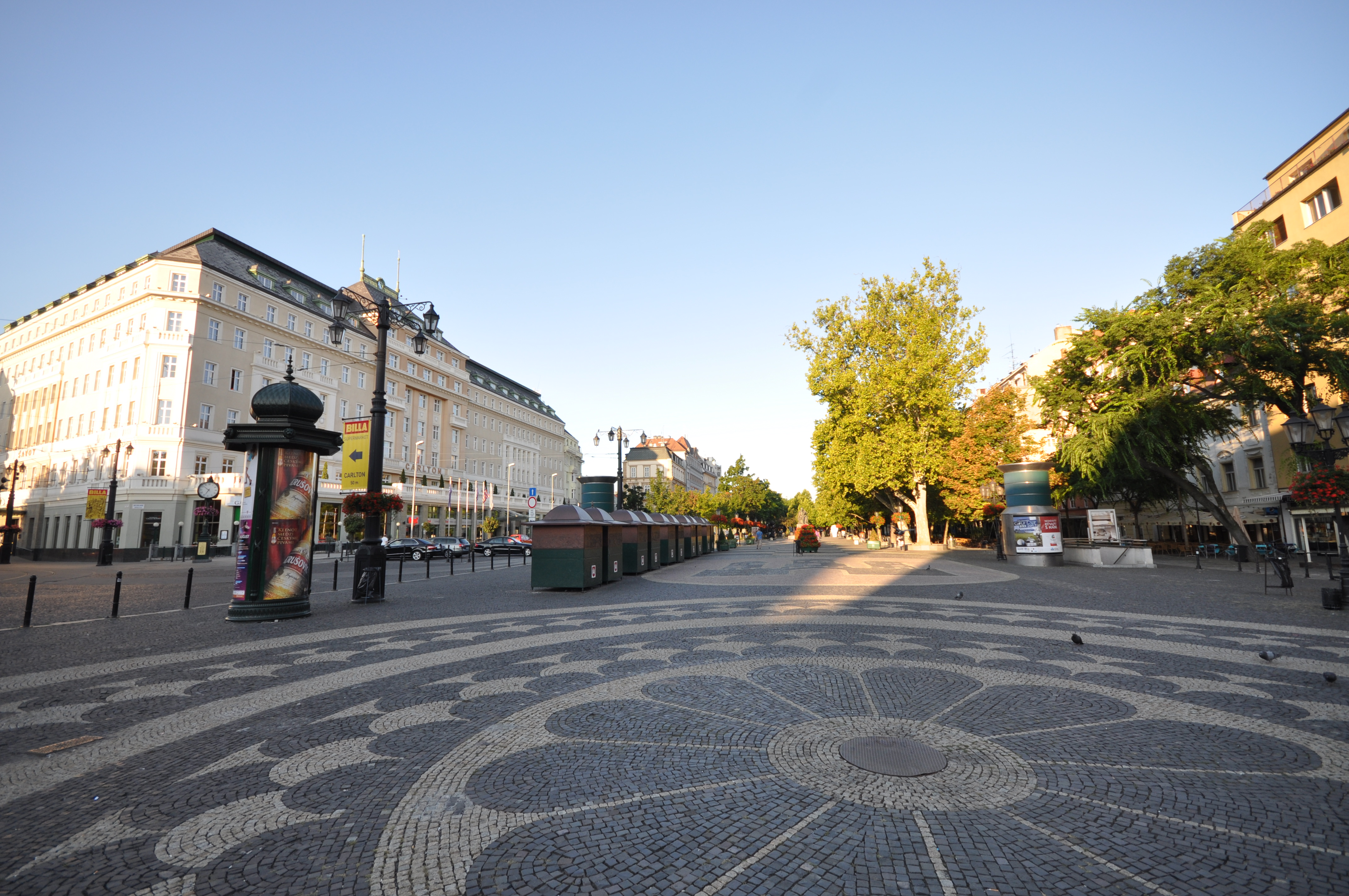
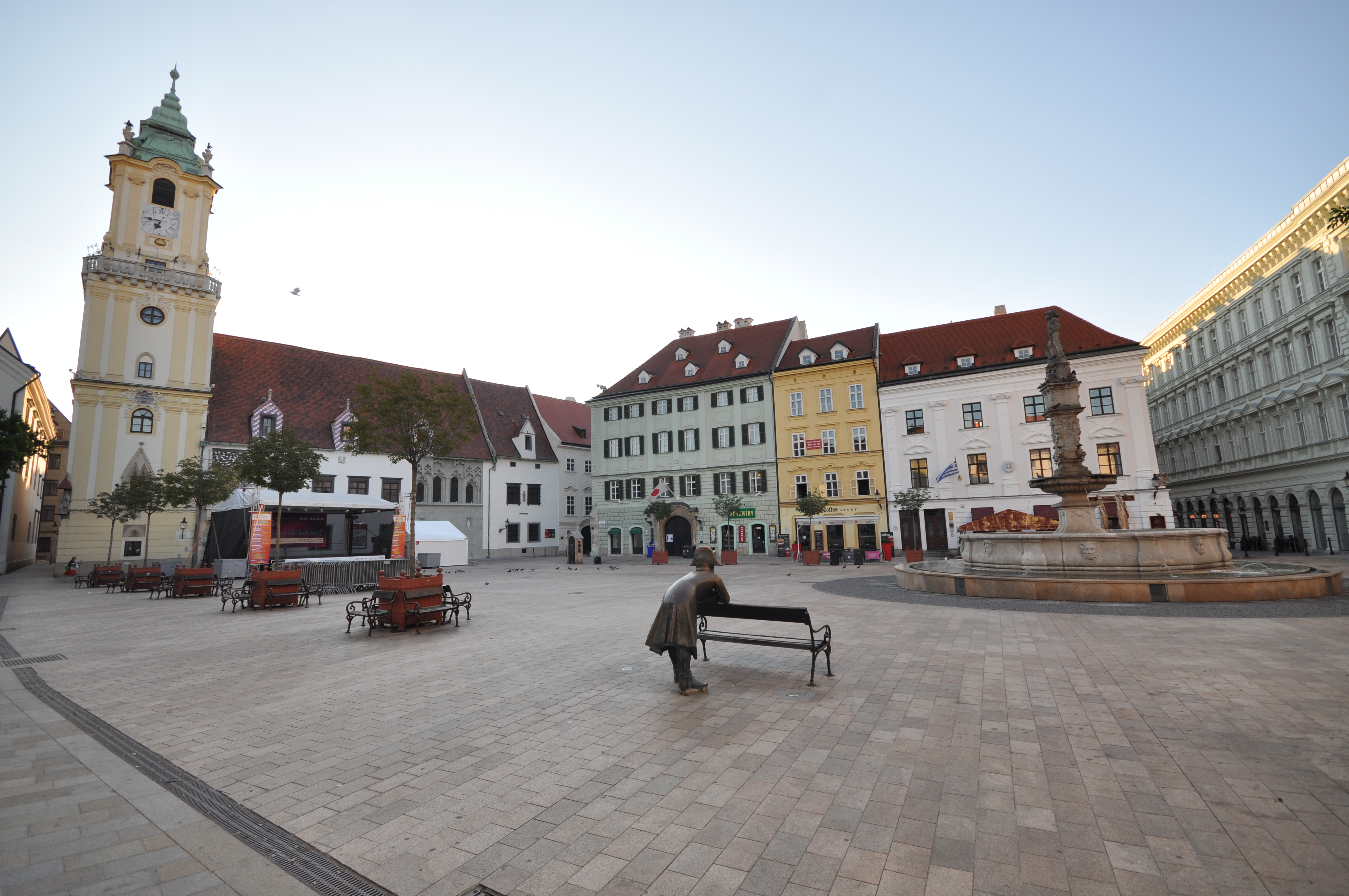
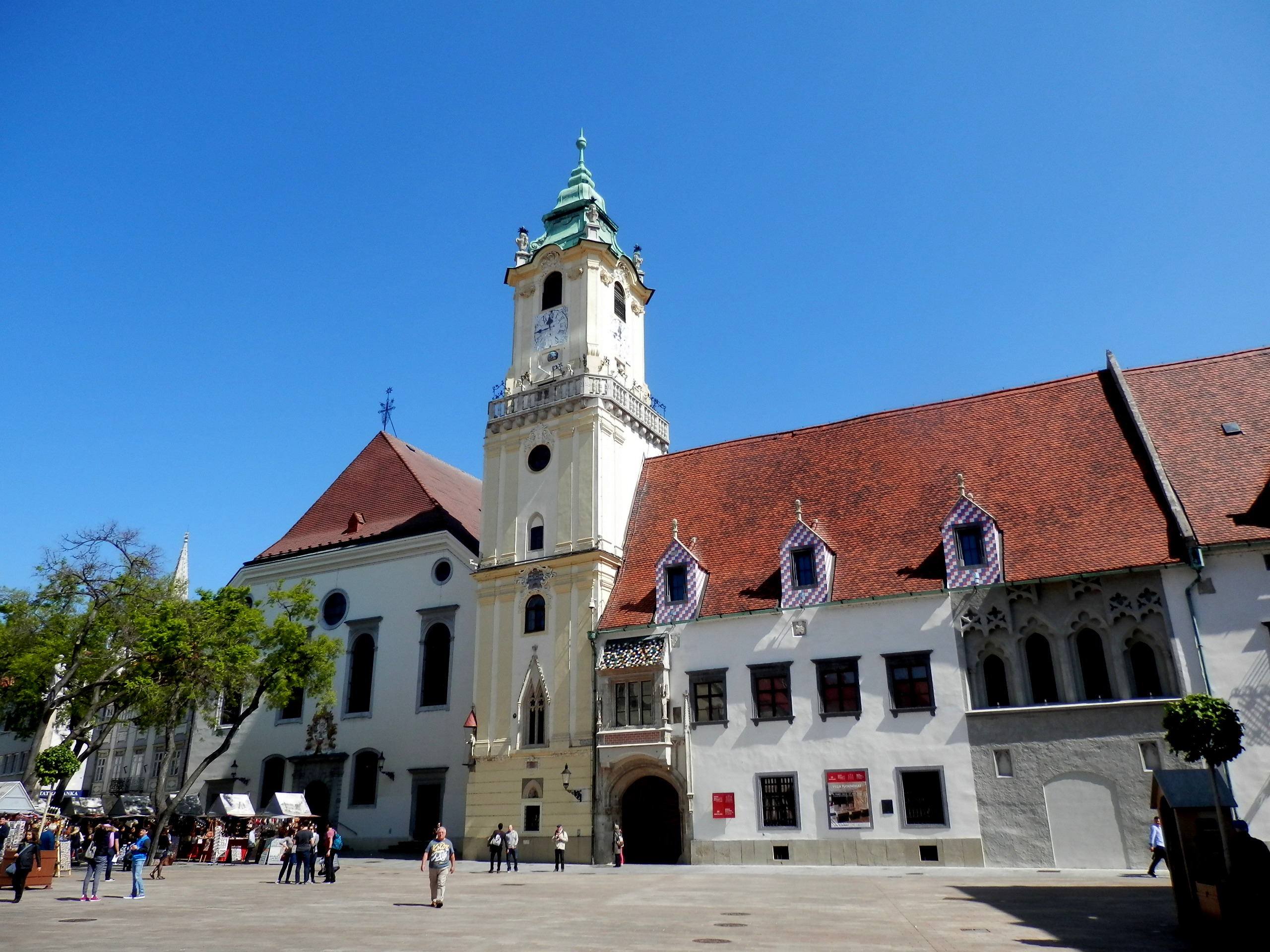
브라티슬라바 구 시가지
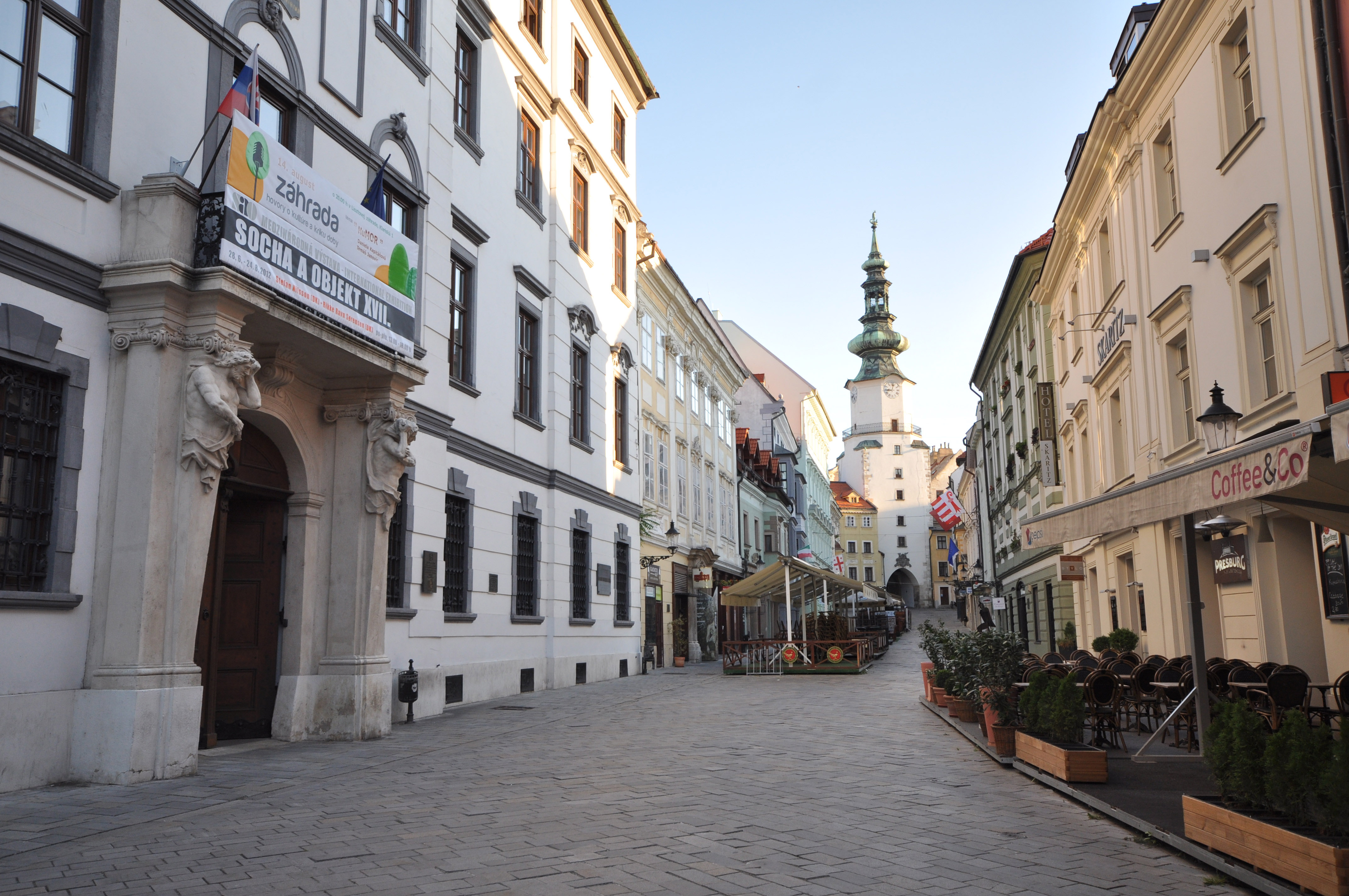
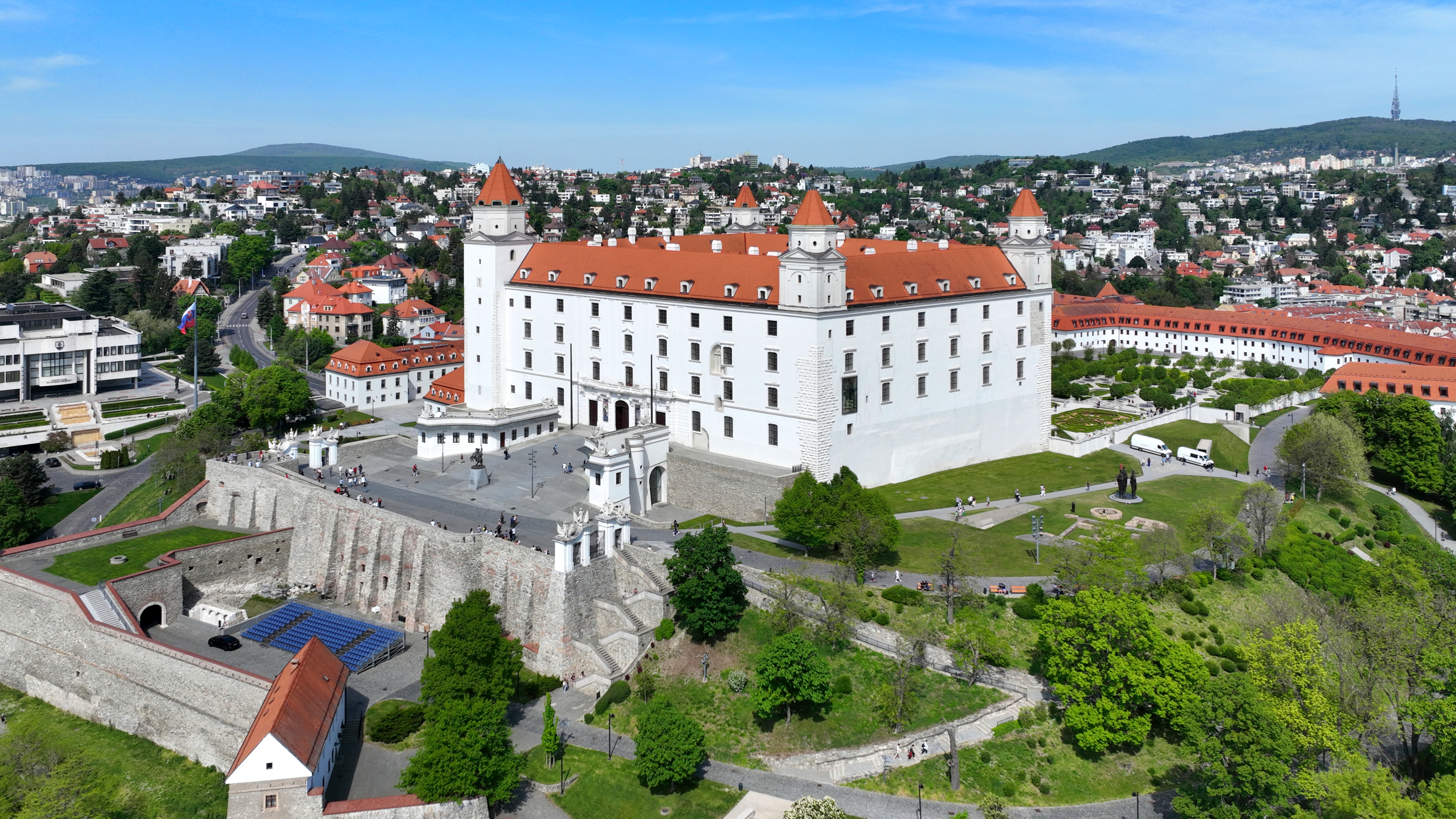
브라티슬라바성
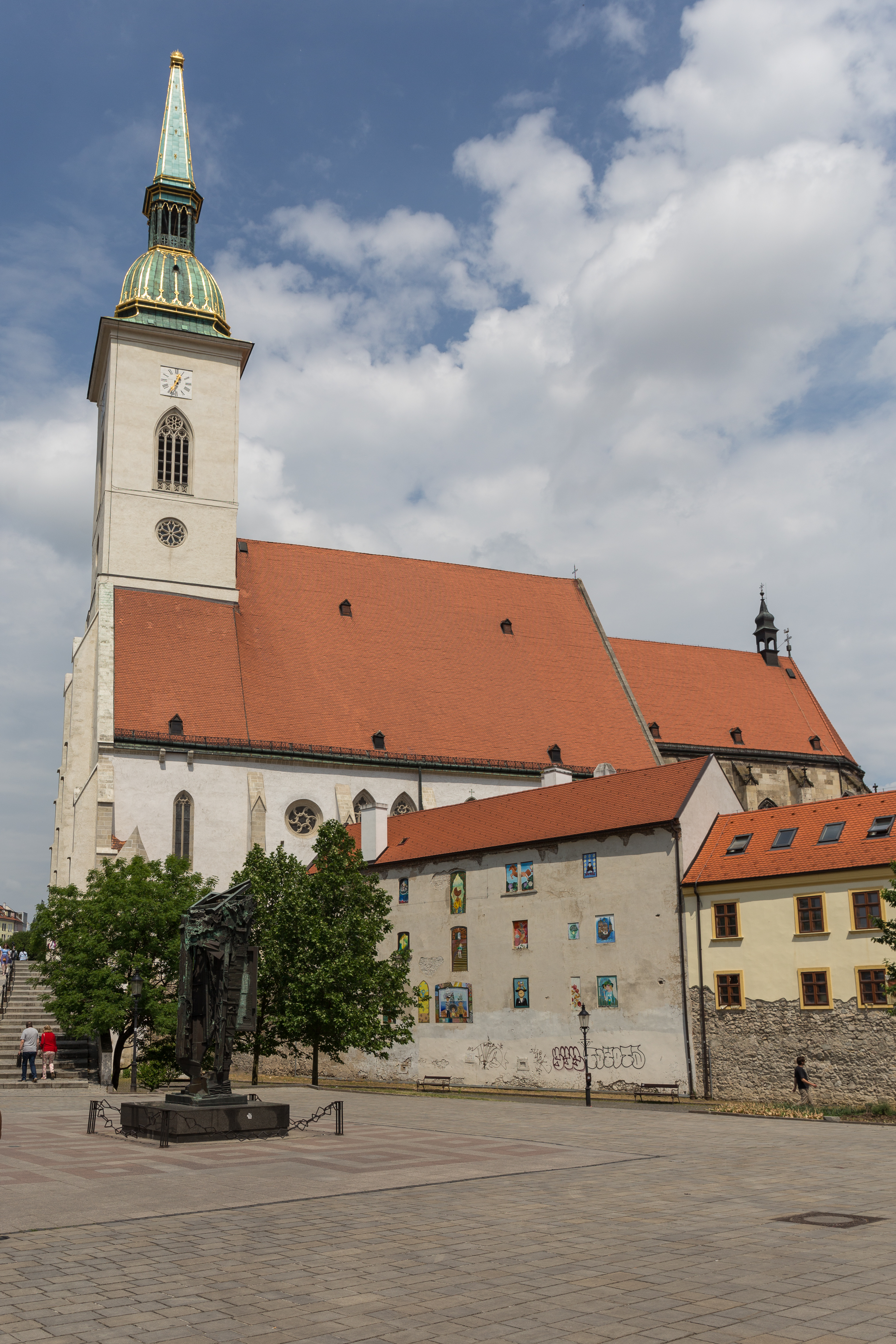
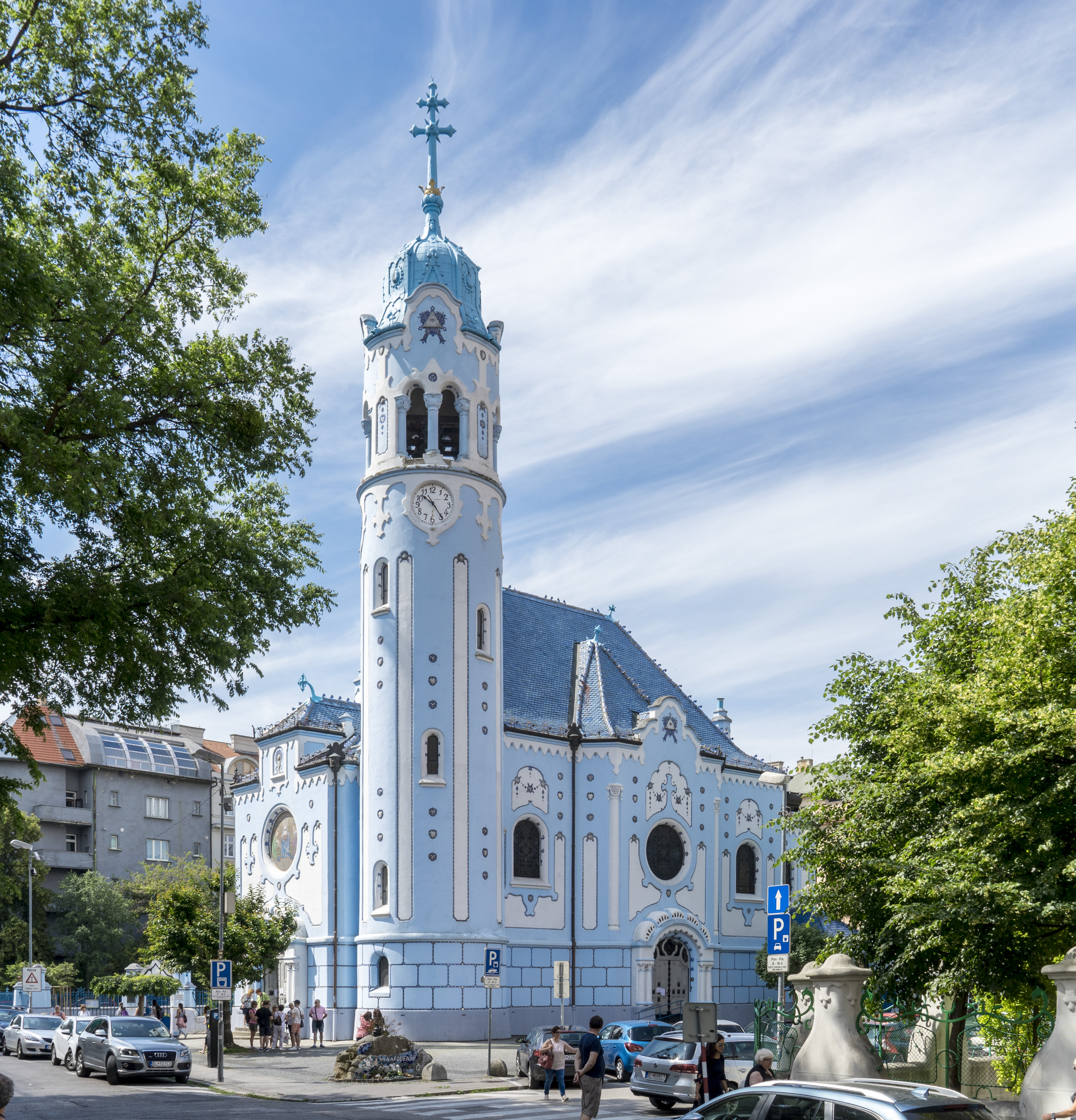
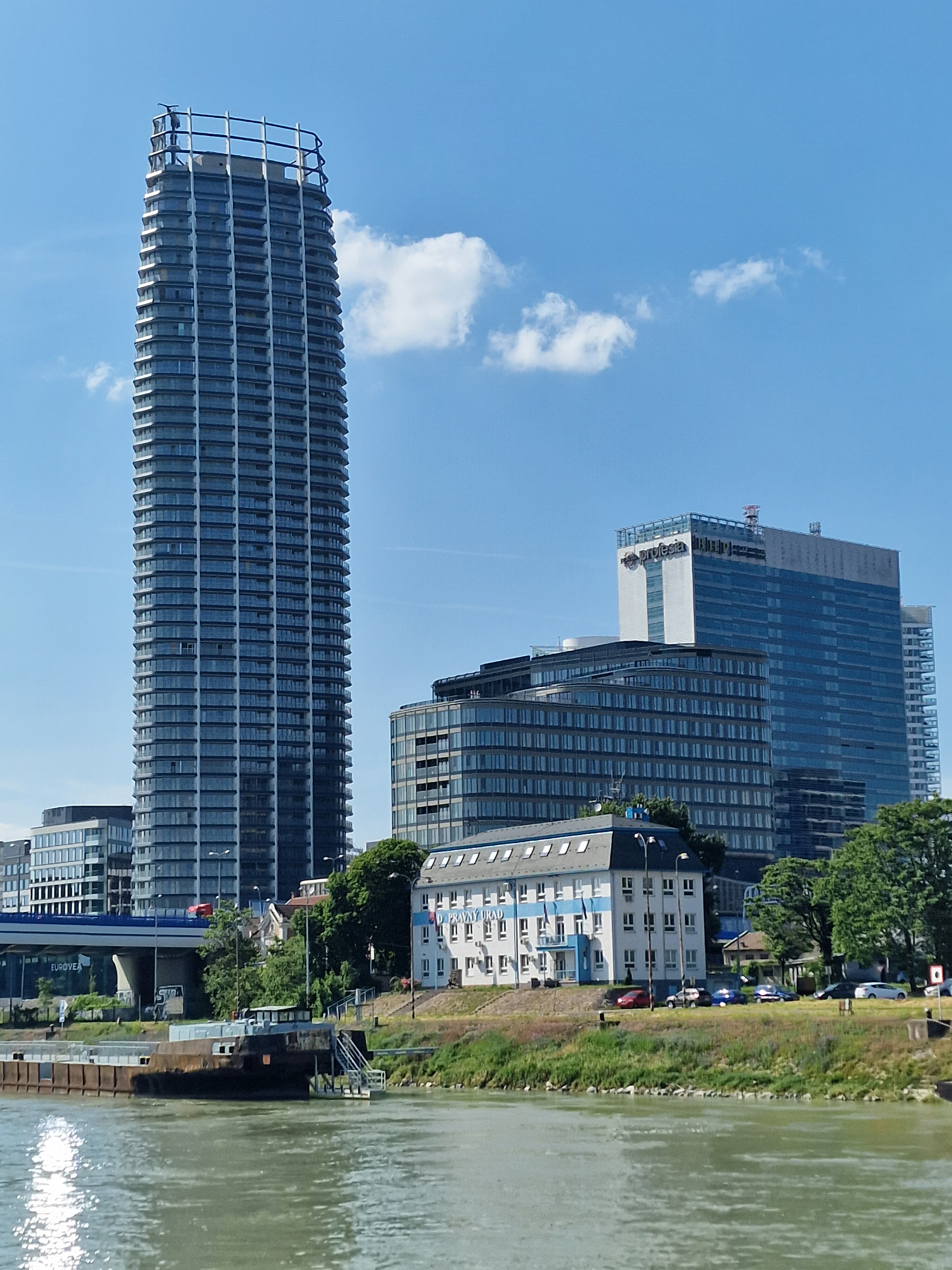
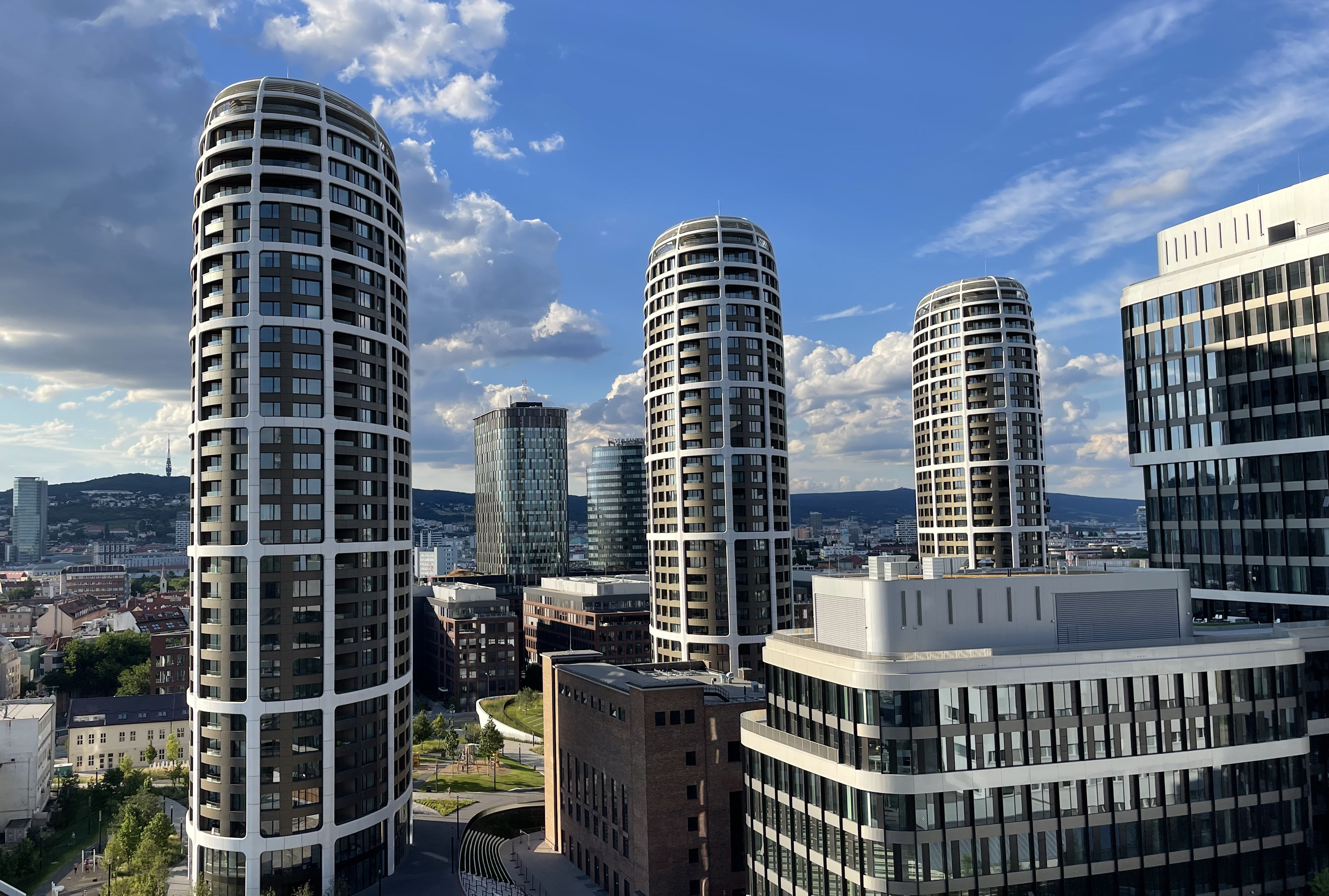
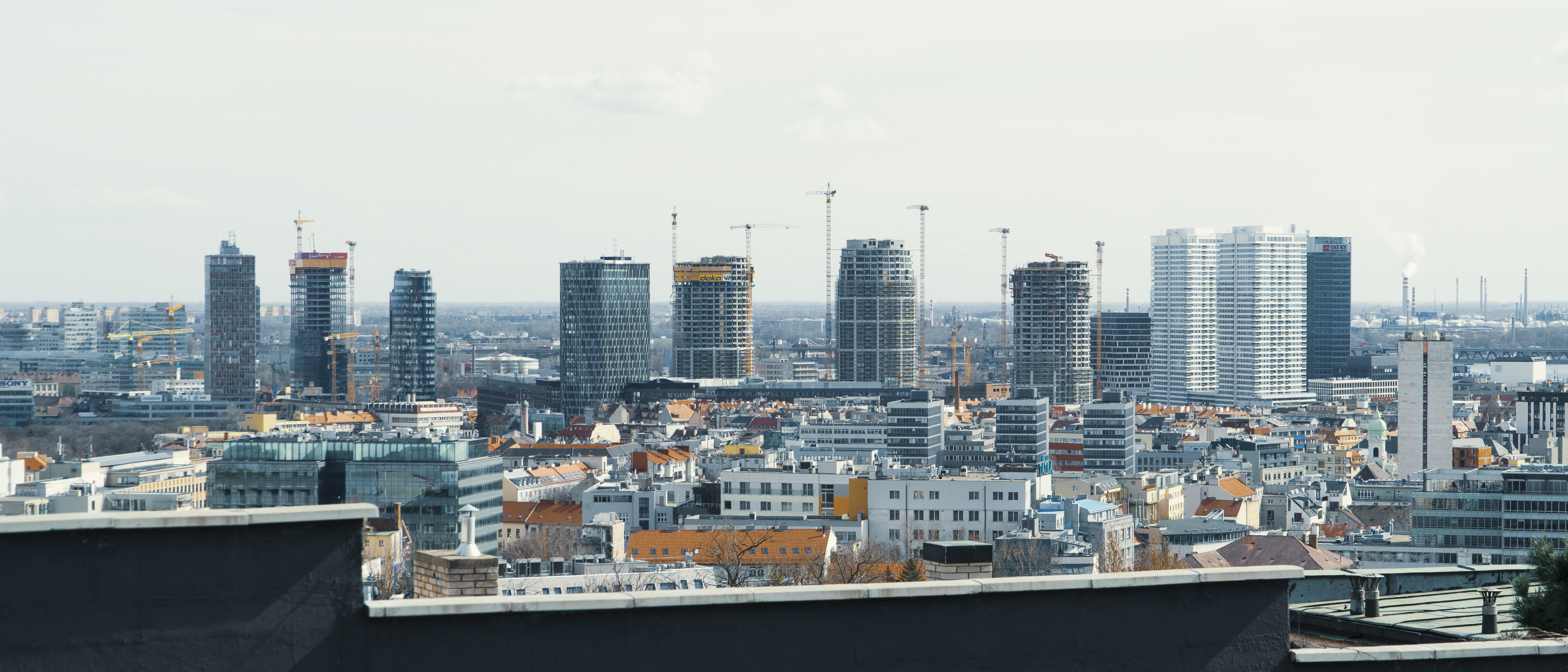
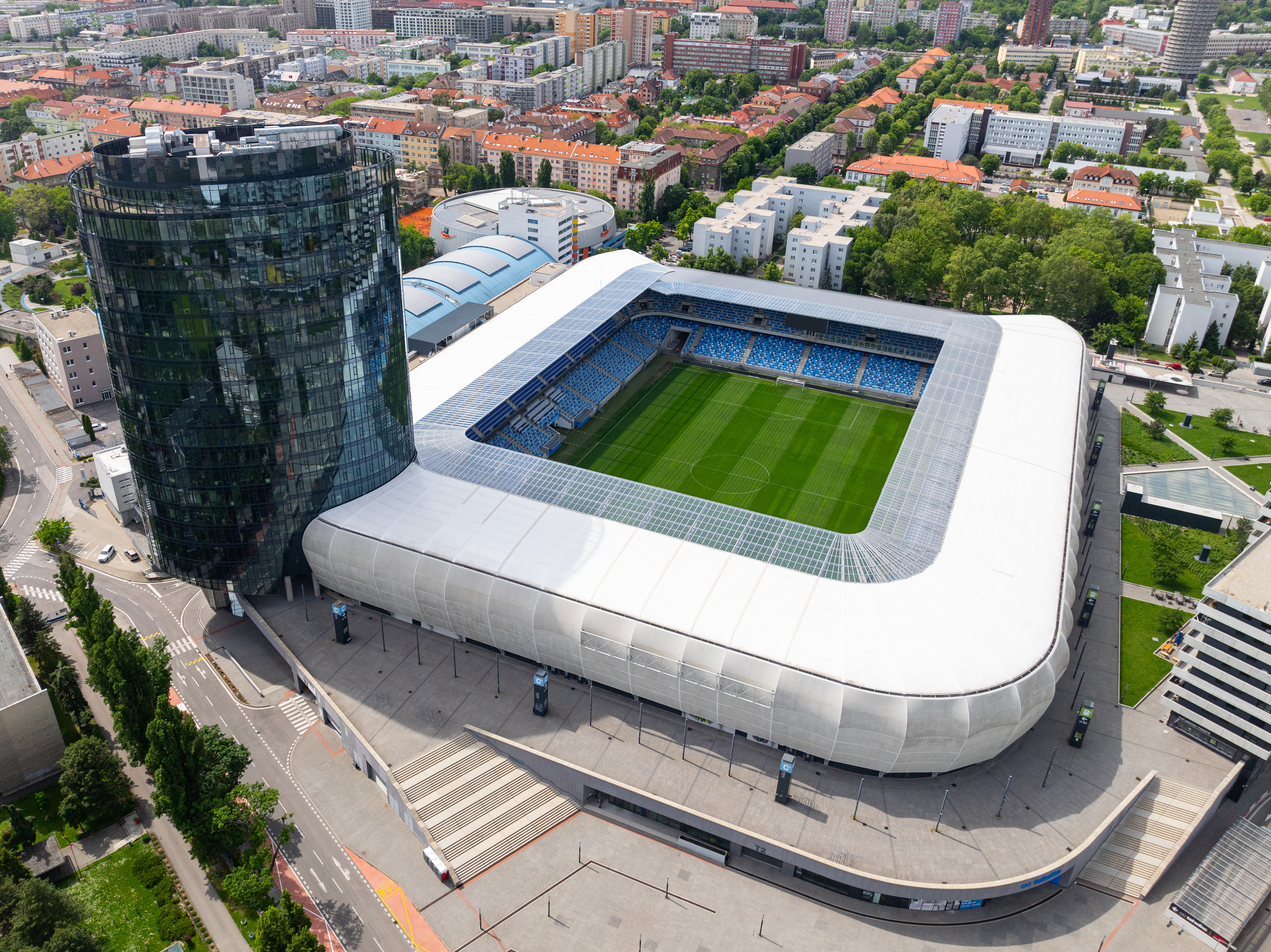
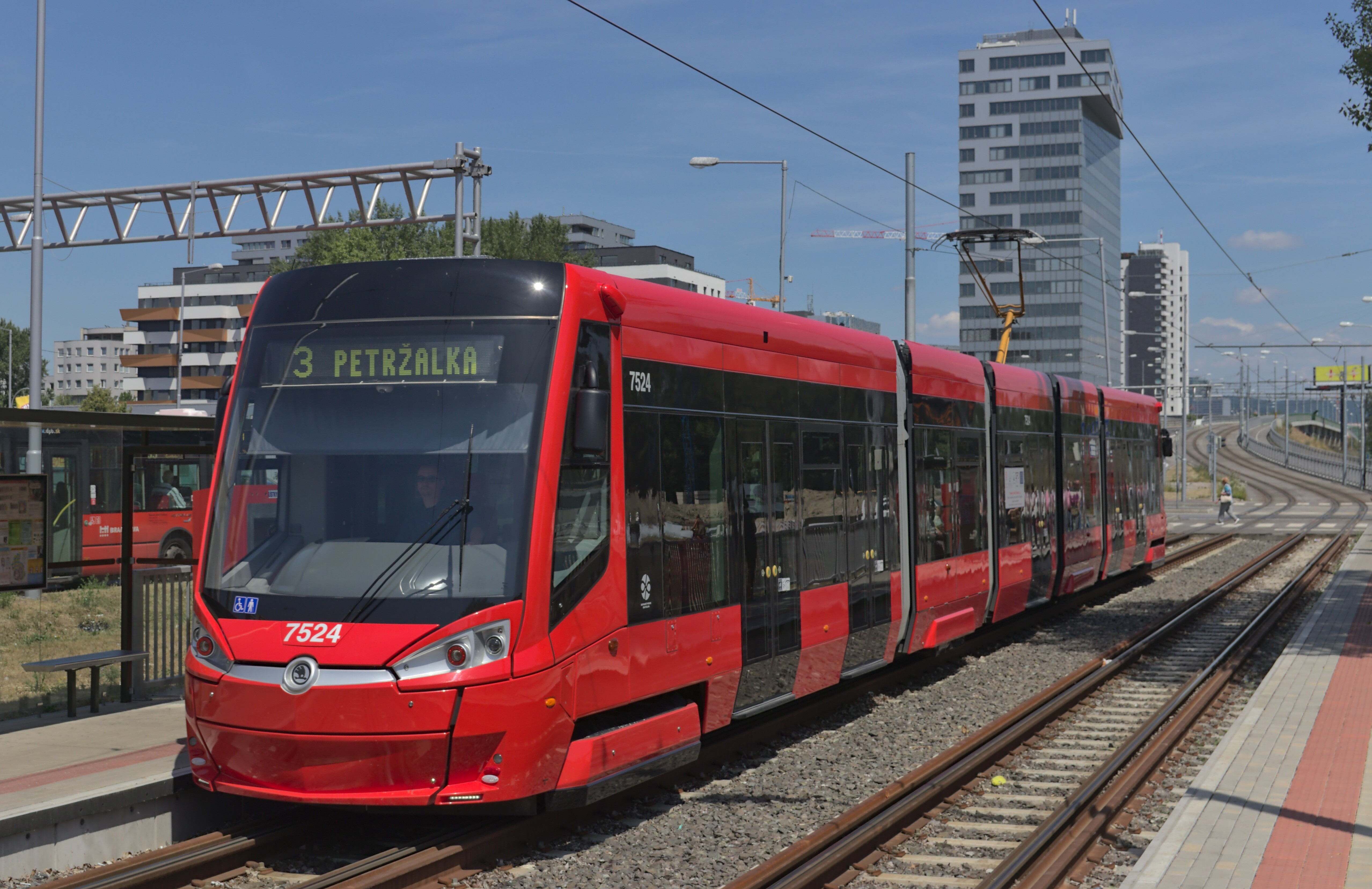